# Paul Nitsche
Hermann Paul Nitsche (Colditz, 25 novembre 1876 - Dresde, 25 mars 1948) était un psychiatre allemand, membre du parti nazi qui joua un rôle majeur dans la mise en œuvre de l'Aktion T4 et fut condamné à mort et exécuté pour crime contre l'humanité.

## Carrière
Nitsche obtient son diplôme en médecine en 1901 et accède au professorat en 1925. Il s'inscrit au part nazi en mai 1933. Fervent partisan de l'eugénisme et de l'euthanasie, il est présent lors de la première expérience de gazage de handicapés mentaux à Brandebourg en décembre 1939 ou janvier 1940. Son implication dans l'Aktion T4 n'est pas principalement motivée par l'idéologie raciale nazie mais par ses convictions personnelles ; bien établi, il ne recherche pas un avancement de carrière au travers de son rôle dans l'extermination des handicapés.

## L'euthanasie
Nitsche est directeur adjoint de la clinique de Sonnenstein de 1913 à 1918, puis directeur de celle-ci de 1928 à 1939. Il devient, en 1940, directeur adjoint du bureau médical de l'Aktion T4, sous l'autorité de Werner Heyde : ce département traite l'enregistrement, l'évaluation et la sélection des patients voués à l'« euthanasie » ; il est notamment responsable de la correspondance avec les hôpitaux psychiatriques pour l'identification et le transfert des malades à exterminer. Il succède à Heyde en décembre 1941.

## Procès et exécution
Nitsche est arrêté le 11 mars 1945 et jugé du 16 juin au 7 juillet 1947. Condamné à mort pour crime contre l'humanité, il tente de justifier son action en affirmant qu'elle avait pour but de libérer les malades de la douleur. Il est guillotiné à Dresde le 25 mars 1948.